# Otaku no Video
Otaku no Video (jap. おたくのビデオ, Otaku no Bideo) ist eine Original Video Animation des Studios Gainax aus dem Jahr 1991. Die Geschichte des zweiteiligen Films spielt zu Beginn der 1980er Jahre und erzählt vom Werdegang eines typischen Otaku – einem Fan japanischer Comics, Animationsfilme und Spiele – der ein eigenes Merchandise-Unternehmen aufbaut.

## Inhalt

### Otaku no Video
Der Student Ken Kubo ist ein durchschnittlicher junger Mann, Mitglied des Tennisklubs der Universität und seit einiger Zeit mit seiner Freundin Yoshiko zusammen. Eines Tages trifft er seinen Freund aus Kindertagen Tanaka wieder. Der ist begeisterter Fan von Anime, Manga und ähnlichem und führt Kubo in die Welt der Otaku ein, in dem er Fanartzeichner, Kampfsportbegeisterte und Militärfans kennenlernt. Bald ist Kubo so viel mit seinen neuen Freunden beschäftigt, dass er aus dem Tennisklub aussteigt und ihn seine Freundin verlässt. Daraufhin schwört er sich, der größte aller Otaku zu werden – der „Otaking“.
Gemeinsam mit Tanaka und anderen Fans verkauft Kubo selbstgemachte Modelle und ähnliches Merchandise zu bekannten Serien an Fans. Aus der kleinen Heimwerkstatt wird schnell ein großes Unternehmen, das immer mehr Geschäfte eröffnet und schließlich eine Fabrik in China errichtet. Doch wird ihr Unternehmen von der Konkurrenz aufgekauft und sie herausgeworfen. Beide lassen sich nicht den Mut nehmen und beginnen mit der Zeichnerin Misuzu Fukuhara einen zweiten Versuch. Ihre selbst geschaffenen Figur „Misty May“ und deren Maskottchen mit ihrer eigenen Serie werden die Grundlage ihres zweiten Erfolgs. An dessen Ende gelingt es ihnen sogar, den Konkurrenten auszubooten und ihre alte Firma zurückzukaufen. Schließlich errichten sie 1999 mit „Otakuland“ einen Vergnügungspark für Otaku und Tanaka sieht sein Ziel als erreicht. Jahrzehnte später, als Tokio und der Park unter Wasser sind, gehen die beiden Freunde in die Hauptattraktion des Parks. Sie treffen dort ihre alten Freunde und fliegen mit der als Raumschiff gebauten Attraktion ins All.

### A Portrait of an Otaku
Die OVA enthält neben der im Anime erzählten Handlung mehrere gestellte Interviews mit Otakus, die von ihrer Leidenschaft erzählen. Diese werden immer wieder in die Handlung eingeschoben. Die unkenntlich gemachten Interviewten werden von Mitarbeitern des Studios oder deren Bekannten gespielt. Sie geben Vorurteile über Fans und deren tatsächliches Verhalten überspitzt wieder. Daneben werden Informationen zur historischen Einordnung der Ereignisse und statistische Informationen zur Fanszene eingeschoben.

## Produktion und Veröffentlichung
Die aus zwei 50 Minuten langen Folgen bestehende OVA entstand 1991 beim Studio Gainax unter der Regie von Takeshi Mori nach einem Drehbuch von Hiroyuki Yamaga nach der Idee von Toshio Okada. Bei den Interviews führte Shinji Higuchi Regie. Das Charakterdesign entwarf Ken’ichi Sonoda und der künstlerische Leiter war Hitoshi Nagao. Die verantwortlichen Produzenten waren Kazuhiko Inomata und Yoshimi Kanda.
Der Anime wurde in zwei Teilen am 27. September 1991 und 20. Dezember 1991 von Toshiba Eiba Soft in Japan herausgebracht. Bei ACOG erschien 2003 eine deutsch untertitelte Fassung auf DVD. AnimEigo brachte eine englische Fassung heraus: 1993 auf VHS, 2002 auf DVD und 2016 auf Blu-Ray. Die letzte Veröffentlichung wurde durch eine Kampagne auf der Plattform Kickstarter.com finanziert. Dybex veröffentlichte eine französische und niederländische Fassung und bei Dynit erschien der Anime in Italien.

### Synchronisation
| Rolle           | japanischer Sprecher (Seiyū) |
| --------------- | ---------------------------- |
| Kubo            | Kōji Tsujitani               |
| Tanaka          | Toshiharu Sakurai            |
| Misty May       | Kikuko Inoue                 |
| Misuzu Fukuhara | Yūko Kobayashi               |
| Yuri Sato       | Yuri Amano                   |

### Musik
Die Musik des Animes komponierte Kōhei Tanaka. Der Vorspann ist unterlegt mit dem Lied Tatakae! Otaking (戦え!おたキング, Tatakae! Otakingu), gesungen von Kōji Tsujitani, und für den Abspann verwendete man Otaku no Mayoimichi (おたくの迷い道) gesungen von Toshiharu Sakurai und Kikuko Inoue.

## Hintergrund und Deutung
Die Geschichte ist angelehnt an die Entstehung des Studios Gainax selbst, das in den 1980er Jahren als Unternehmen von Fans gegründet wurde, das Merchandising und später auch Filme produzierte. Darüber hinaus tauchen im Laufe der Handlung immer wieder Anspielungen an bekannte Animes der damaligen Zeit auf, meist in Form von Cosplay der Charaktere oder von Merchandise-Artikeln. Die meisten der am Anime Beteiligten gehörten noch zu den Gründungsmitgliedern, so Toshio Okada. Laut Thomas Lamarre stellte Okada sich selbst im Charakter des Tanaka dar – und bezeichnete sich selbst eine Zeit lang als „Otaking“. Die Handlung zeigten neben der idealisierten Geschichte des Studios auch die Ideen, die die Mitarbeiter und besonders Okada mit der Otaku-Kultur verbanden, und seien eine Reaktion auf die Ende der 1980er Jahre und zu Beginn der 1990er Jahre in Japan aufkommenden Kritik an Otaku. Deren Hintergrund war insbesondere die Serienmorde des Tsutomu Miyazaki, der Morde an Mädchen verübte und zugleich Fan von Mädchen-Manga war. Die Strategie von Gainax gegen die Kritik, so vermutet Lamarre, war es die Otaku in der Geschichte und den Interviews in Otaku no Video als verschroben und in ihr Hobby vernarrt darzustellen, zugleich aber als realitätsfern, harmlos und doch liebenswert.
Den visuellen Stil vergleicht Lamarre mit denen der Filme, die das Team von Gainax zu Beginn ihrer Karriere für die Daicon-Messen produziert hatte: der Anime sei reich an Anspielungen und habe allgemein eine große Informationsdichte, die sich in mehrere Bild- und Inhaltsebenen gliedert. Als die beiden großen erzählerischen Ebenen macht er die epische Erzählung vom Aufstieg des Otaku-Unternehmens einerseits und die Otaku-Interviews auf der anderen Seite aus, die je eine einzelne Person porträtieren. In dieser Hinsicht ähnele die Struktur der Handlung den Serien Hideaki Annos, des bekanntesten Regisseurs des Studios Gainax. Dessen Die Macht des Zaubersteins und Neon Genesis Evangelion entstanden auch in dieser Zeit, griffen ebenso die Entwicklungen in der Otaku-Szene auf und an und wechselten in ihrer Handlung zwischen einer epischen Erzählung und Charakter-Portraits.

## Rezeption und Nachwirkung
Die im Anime vermittelten Ideen davon, was Otaku ausmacht, griff Toshio Okada 1996 in seinem Buch Otaku-gaku Nyumon wieder auf. In diesem fasst er jedoch einen ernsthafteren und positiver besetzten Begriff der Szene und rückt von der Charakterisierung der Otaku als verschrobene Stubenhocker ab. Zu dieser Zeit hatte er sich bereits vom Studio Gainax getrennt und war mit deren Regisseur Hideaki Anno über den Umgang mit der Otaku-Kultur – die dieser nicht so positiv sah – zerstritten.
Als „ironisch, liebenswürdig, selbst-parodierend und die Wünsche jedes Fans auslebend“ wird Otaku no Video in der Anime Encyclopedia bezeichnet. Es sei ein „wundervoller Schnappschuss einer vergangenen Ära von Fans“. Lawrence Eng erkennt in Otaku no Video das früheste und umfassendste Statement zur Otaku-Kultur und schreibt dem Film zudem zu, den Begriff „Otaku“ und die damit verbundene Fanszene in den USA und Europa bekannt gemacht zu haben. Der Anime vermittle „Leidenschaft und Aufgeschlossenheit, [...] das Infragestellen von Konventionen, das Festhalten an Träumen und ihrer Verwirklichung“ und konnte so eine positive Botschaft von Otaku vermitteln. Er sei als „eine Art Otaku-Bibel verstanden“ worden und gab den Otaku vor der Zeit des Internets ein Gemeinschaftsgefühl, verband sie, vermittelte Verhaltensmodelle und hielt den Fans einen Spiel vor. Justin Sevakis bedauert in seiner Rückschau auf den in den USA unter Fans beliebten Anime, dass die Anspielungen auf viele Serien bei den späteren Zuschauern nicht mehr funktionieren, da viele der Serien in Vergessenheit geraten sind. Darunter leide der Humor und der Anime sei daher „schlecht gealtert“. In einem anderen Aspekt funktioniere der Film noch immer gut: Er gebe einen Einblick in die Welt der Fans und mit welcher Leidenschaft sich dieser ihrem Hobby widmen. Aus heutiger Sicht sei dieser Einblick auch mit Nostalgie verbunden. Die eingeschobenen Interviews seien nur wenig unterhaltsam, bringen aber immer wieder Ruhe in die Handlung.
Die deutsche Zeitschrift Animania lobt den Anime als gelungene Mischung von Fiktion und Dokumentation, der sein Thema nicht immer ganz ernst nehme, die Doku-Szenen mit einer lustig-unterhaltsamen Geschichte auflockere und zudem für seine Zeit qualitativ gute Animation biete. Die Kritik schließt mit: „Eine unterhaltsam-mitreißende Otaku-Erfolgsstory und ein Anime-Kultklassiker obendrein“.